# Zámecký park Ostrava-Poruba
Zámecký park Ostrava-Poruba, nazývaný také Zámecký park v Porubě, se nachází v okolí Porubského zámku, v Ostravě-Porubě. Geograficky se také nachází v nížině Ostravská pánev, Moravskoslezském kraji a regionu Horní Slezsko.

## Historie a popis místa
Zámecký park Ostrava-Poruba je situován podél nábřeží Svazu protifašistických bojovníků a leží na levém břehu říčky Porubka. V minulosti patřil ke klíčovým lokalitám tehdejší vesnice Poruba. V průběhu let se ale dostal na okraj zastavěného území městského obvodu Poruba a to se projevilo jeho zanedbáním. Z tohoto důvodu v něm od roku 2017 až do roku 2026 probíhá revitalizace.
V těsné blízkosti Porubského zámku se nacházel velkostatek s polnostmi a někdy v 18. století zde byla založena Panská zahrada nazývaná Kozubovka, kterou odděloval nejprve zděný a později dřevěný plot. Panská zahrada byla v roce 1945 zestátněna a na její části byl založen současný zámecký park. Součástí parku je také rybník. V roce 1955 byla provedena první přestavba a park dostal jméno Sad Víta Nejedlého a občasně se v něm pořádaly politické akce. Oficiální název Zámecký park získal až v roce 2012 z rozhodnutí místního zastupitelstva.
V parku se nachází jeden památný strom - Dub letní u Porubského zámečku.

## Další informace
Park je celoročně volně přístupný.

## Galerie

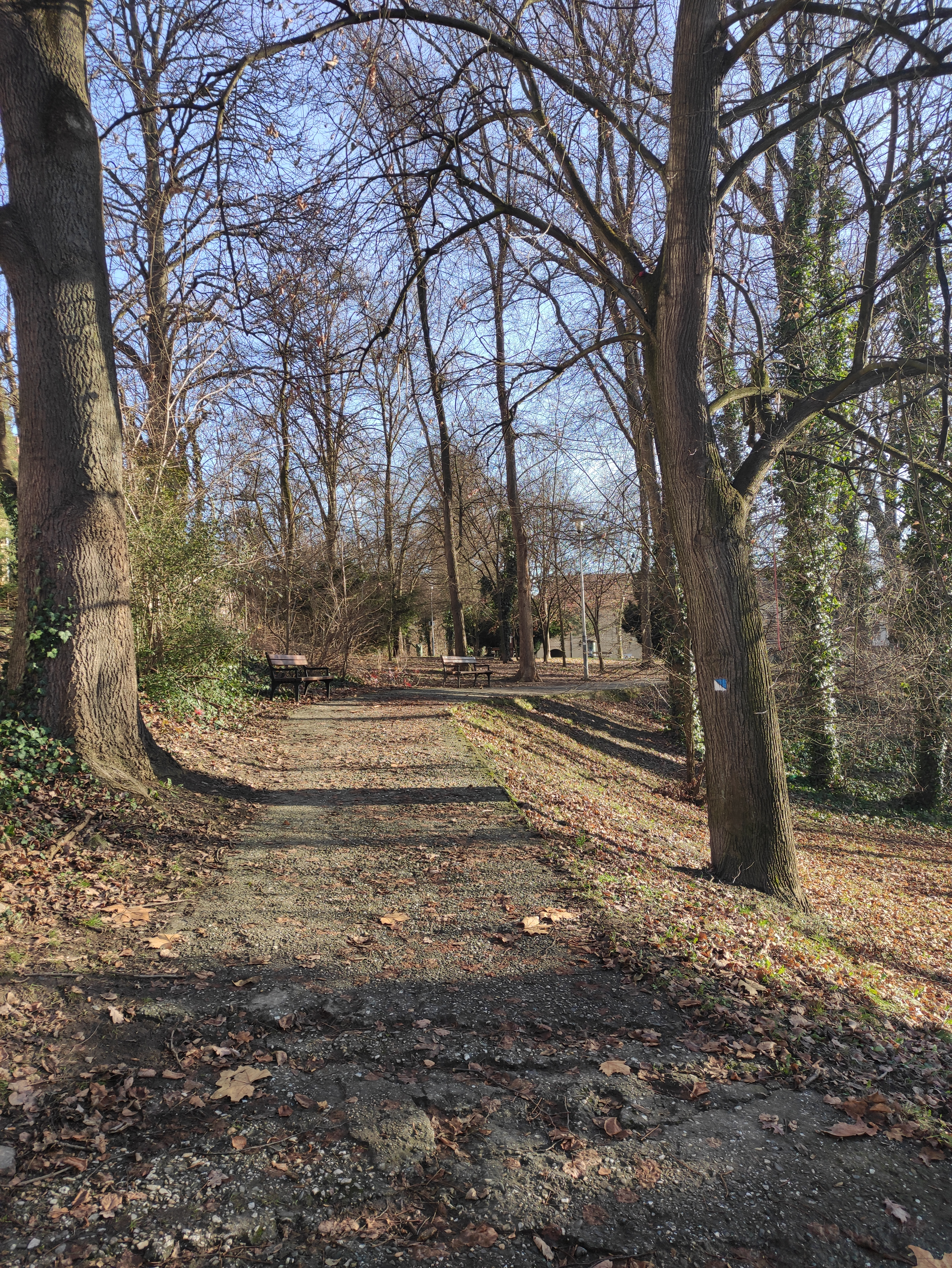
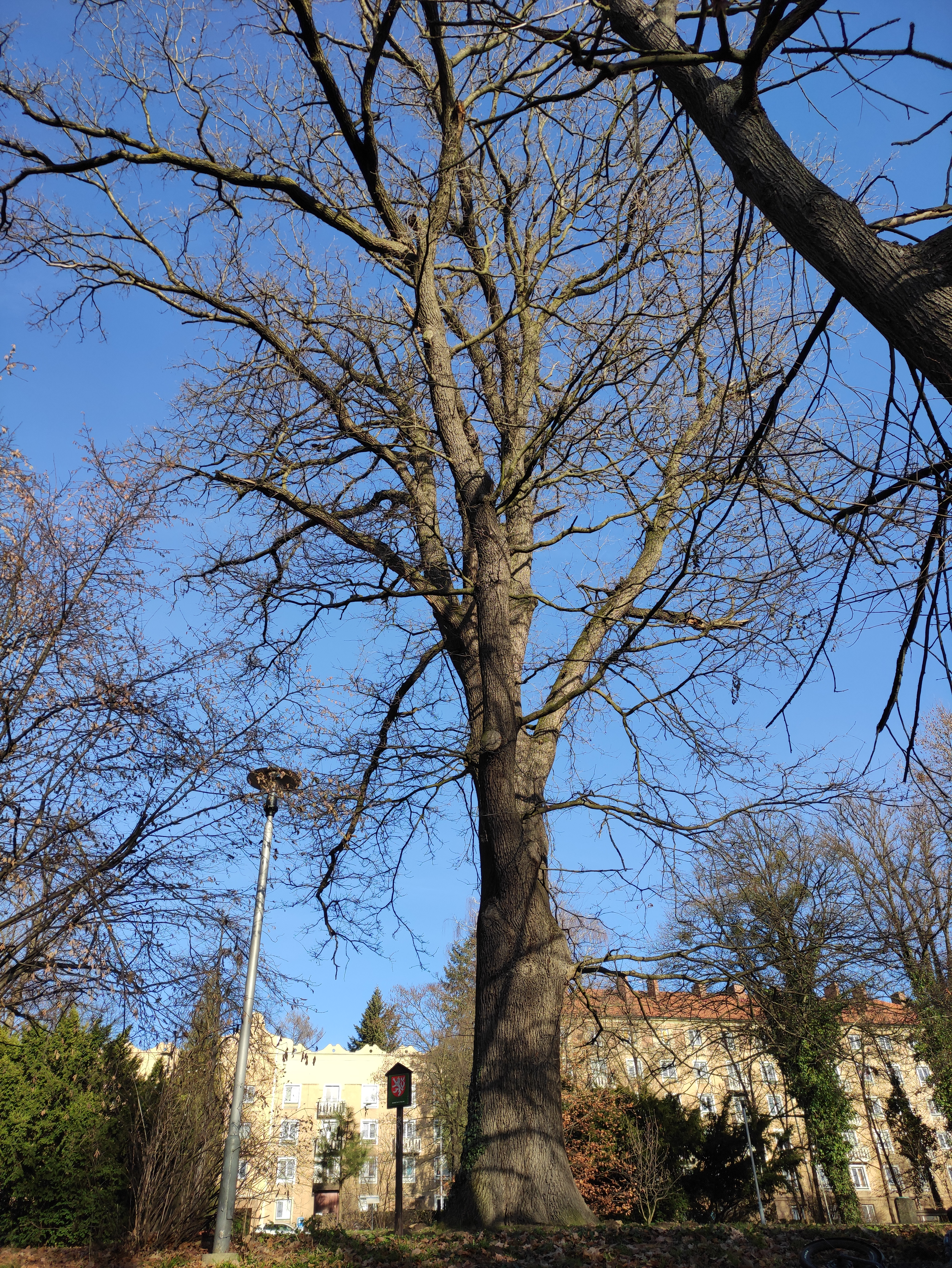
Dub letní u Porubského zámečku